# پیلیش‌بوروش‌ینو
پیلیش‌بوروش‌یِنو (به مجاری:  Pilisborosjenő) یک شهرداری در مجارستان است که در ناحیه پیلیش‌ووروش‌وار واقع شده‌است. پیلیش‌ووروش‌وار ۹٫۲۷ کیلومتر مربع مساحت و ۳٬۳۷۳ نفر جمعیت دارد.